# Louis von Planta
Louis von Planta (* 15. März 1917 in Zürich, Bürger von Susch und Basel; † 19. August 2003 in Basel) war ein Schweizer Manager.

## Leben
Ludwig Fortunat von Planta wuchs in Basel auf. Er war der Sohn von Fortunat Otto und Christina Marguerite von Planta-Riggenbach. Von Planta ist ein bekanntes Adelsgeschlecht, welches aus Graubünden stammt. Louis von Planta besuchte das Gymnasium am Münsterplatz in Basel. Anschliessend absolvierte er ein Rechtsstudium an der Universität Basel. Seine Promotion erfolgte 1939. Er legte das Anwaltsexamen ab und trat in ein Basler Advokatur- und Notariatsbüro ein. Dort wurde er Partner und war von 1946 bis 1967 als Anwalt tätig.  Der entscheidende Schritt für seine weitere Karriere war 1965 seine Wahl in den Verwaltungsrat der Firma J. R. Geigy AG in Basel. Schon drei Jahre später übernahm er von Carl Koechlin das Präsidium der Geigy AG, einem bedeutenden Unternehmen der Farbstoff- und Agrarchemie. Zusammen mit Samuel Koechlin, dem Geschäftsführer der Geigy AG, erreichten sie 1970 die Fusion mit der bisherigen Konkurrenzfirma Ciba AG. Nach kurzer Übergangszeit wurde von Planta 1972 Präsident des Verwaltungsrats der neu formierten Ciba-Geigy AG. Er begleitete die mühsame Integration der beiden Vorgängerfirmen und bereitete die spätere Fusion mit Sandoz zur Novartis AG vor.

## Weitere Tätigkeiten
- 1969–76 Präsident der Basler Handelskammer
- 1975–76 Präsident der Schweizer Gesellschaft für Chemische Industrie
- 1976–87 Präsident des Schweizerischen Handels- und Industrieverein (Vorort), heute Economiesuisse
- Bankrat der  Schweizerischen Nationalbank[4]
- Ehrenpräsident von Novartis AG[4]

## Ehrungen
- 1973 Ehrendoktor (Dr. h. c. rer. nat.) der Universität Fribourg
- 1986 empfing er als erster Schweizer den Freundschaftspreis der American Swiss Association